# Олуја са грмљавином
Олуја са грмљавином или грмљавинска олуја је врста олује и поремећај у атмосфери, праћен јаким пљусковима са грмљавином и олујним ветром, а понекад и градом. Најчешће настаје током лета када се сударају топао и хладан ваздух и тада формирају олујне, тамне облаке кумулонимбусе. Релативно слабе олује се понекад називају грмљавином. Грмљавина се јавља у врсти облака познатом као кумулонимбус. Обично су праћени јаким ветровима и често производе јаку кишу, а понекад и снег, суснежицу или град, али неке олује са грмљавином производе мало падавина или их уопште нема. Олује са грмљавином могу се поравнати у низ или постати кишна трака, позната и као олујна линија. Јаке или тешке олује са грмљавином укључују неке од најопаснијих временских појава, укључујући велики град, јак ветар и торнада. Неке од најупорнијих олуја са грмљавином, познате као суперћелије, ротирају као и циклони. Док се већина грмљавинских олуја креће са средњим струјањем ветра кроз слој тропосфере који заузимају, вертикално смицање ветра понекад узрокује одступање у њиховом току под правим углом у односу на смер смицања ветра.
Грмљавинске олује настају услед брзог кретања топлог, влажног ваздуха нагоре, понекад дуж предњег дела. Међутим, потребна је нека врста форсирања облака, било да се ради о фронталном, краткоталасном кориту или другом систему да би ваздух брзо убрзао нагоре. Како се топли, влажни ваздух креће према горе, хлади се, кондензује, и формира кумулонимбусни облак који може досећи висине од преко 20 km (12 mi). Како ваздух у порасту достиже температуру тачке росе, водена пара се кондензује у капљице воде или лед, локално смањујући притисак унутар грмљавинске ћелије. Све падавине падају на велике удаљености кроз облаке према површини Земље. Како капљице падају, сударају се са другим капљицама и постају веће. Капљице које падају стварају силазну струју док са собом вуку хладан ваздух, а овај хладан ваздух се шири по површини Земље, повремено изазивајући јак ветар који је обично повезан са грмљавином.
Олује се могу формирати и развијати на било којој географској локацији, али најчешће су унутар средње географске ширине, где се топли, влажни ваздух са тропских ширина судара са хладнијим ваздухом са поларних ширина. Олује су одговорне за развој и формирање многих жестоких временских појава. Грмљавинске олује и појаве које се дешавају заједно са њима представљају велику опасност. Штете настале услед олуја са грмљавином углавном наносе јаки ветрови, велике туче и поплаве изазване обилним падавинама. Јаче ћелије са грмљавином могу произвести торнада и тромбе.
Постоје три врсте олуја са грмљавином: једноћелијске, вишећелијске и суперћелијске. Суперћелијске олује су најјаче и најтеже. Мезоскални конвективни системи формирани повољним вертикалним смицањем ветра у тропима и субтропима могу бити одговорни за развој урагана. Суве олује са грмљавином, без падавина, могу изазвати избијање пожара услед топлоте која настаје од громова који их прати. За проучавање олуја користи се неколико средстава: метеоролошки радар, метеоролошке станице и видео фотографија. Прошле цивилизације држале су различите митове о грмљавинским олујама и њиховом развоју још у 18. веку. Изван Земљине атмосфере, олује су примећене и на планетама Јупитер, Сатурн, Нептун и, вероватно, Венера.

## Животни циклус
Топли ваздух има мању густину од хладног ваздуха, те се топлији ваздух подиже нагоре и хладнији ваздух се таложи на дну (овај ефекат се може видети са балоном са топлим ваздухом). Облаци се формирају као релативно топлији ваздух који носи влагу и издиже се у хладнијем ваздуху. Влажан ваздух се диже и, док то чини, хлади се и део водене паре у том ваздуху се кондензује. Када се влага кондензује, она ослобађа енергију познату као латентна топлота кондензације, која омогућава да се ваздушни пакет у ваздуху хлади мање од хладнијег околног ваздуха настављајући уздизање облака. Ако постоји довољно нестабилности у атмосфери, овај процес ће се наставити довољно дуго да се кумулонимбусни облаци формирају и производе муње и грмљавину. Метеоролошки индекси, као што је конвективна расположива потенцијална енергија (CAPE) и индекс подизања, могу се користити за помоћ при одређивању потенцијалног вертикалног развоја облака према горе. Генерално, олује захтевају три услова за формирање:
1. Влага
2. Нестабилна ваздушна маса
3. Сила подизања (топлота)

Све олује, без обзира на врсту, пролазе кроз три фазе: развојну фазу, зрелу фазу и фазу дисипације. Просечна олуја са грмљавином има пречник од 24 km (15 mi). У зависности од услова присутних у атмосфери, свака од ове три фазе траје у просеку 30 минута.